# 동아 MCI 고속버스
동아 MCI 고속버스는 1977년부터 1981년까지 미국 MCI의 MC-5 고속버스를 수입하였고, 1981년부터 1983년까지 MC-5를 대한민국 동아자동차(現 쌍용자동차. 쌍용자동차는 1998년 이후 상용차를 생산하지 않는다.)에서 면허 생산한 차종이다. 1981년형까지는 디트로이트 디젤(DDC)의 8V71N 엔진을 얹은 수입산이었고 물량의 대부분이 주한미군에서 주로 운용되었다. 1981년 이후 국내 생산분은 대우중공업(現 현대두산인프라코어)의 직렬 6기통 MAN D2156MT 엔진을 얹었다. 대한민국 최초의 스틸보디 고속버스로서 1980년대에 생산된 고속버스는 이 버스를 모범으로 삼아 모조리 스틸보디를 탑재하였다. 하지만 매우 비싼 가격과 국내 실정에 맞지 않는 투박한 디자인, 자사에서 생산하는 HA50/HA55(두 차종은 일본 닛산디젤의 RD8엔진을 직수입해서 얹었기 때문에 내구성이 우수했다.)보다 좋지 못한 연비로 인해 한진고속(2006년 동양고속이 인수)에서 소수 출고하는 것에 그쳤고, 결국 1983년에 단종되었다. 국내 마지막 미제 고속버스이기도 하며, 국내에서는 2016년 현재 경상남도 마산시에 1977년식 1대가 현역으로 운용하고 있는 것이 전부이다.

## 운용 회사
- 한진고속 - 2006년 동양고속 인수